# Trüllikon
Trüllikon är en ort och kommun i distriktet Andelfingen i kantonen Zürich, Schweiz. Kommunen har 1 095 invånare (2023).
I kommunen finns också orterna Rudolfingen och Wildensbuch.